# Нонель, Исидре
Исидре Нонель-и-Монтуриоль (исп. Isidro Nonell, кат. Isidre Nonell i Monturiol, 30 ноября 1872, Барселона — 21 февраля 1911, Барселона) — каталонский художник, график, карикатурист и дизайнер, один из крупнейших представителей каталонского модерна начала ХХ столетия.

## Жизнь и творчество
Родился в зажиточной семье торговцев мучными и кулинарными изделиями. Как и его друг детства, Жоаким Мир, Исидре уже в юные годы увлекается живописью и рисунком, и при финансовой поддержке отца между 1884 и 1892 годами берёт уроки живописи у различных барселонских художников. Среди его учителей нужно назвать Хозе Мирабента (1884), писавшего преимущественно изображения фруктов и цветов; Габриэля Мартинеса Альтеса (1886, здесь Нонель начинает пробовать свои силы в мастерстве карикатуры); Луиса Гранера. У этого последнего Исидре Нонель знакомится с социальной тематикой — видимо, потому, что Гранер зачастую выбирает своими моделями безработных и бездомных. К этому периоду творчества относится первая известная картина И. Нонеля — «Патио», пропавшая, к сожалению, во время Гражданской войны в Испании. В 1891 году Нонель впервые представляет свою работу публике — на Первой всеобщей выставке изящных искусств в Барселоне (Primera Exposició General de Belles Arts de Barcelona) — полотно под названием «Внутренний дворик» и оценённое в 250 песет. В период с 1893 по 1895 год Нонель, вместе с Миро, учится в барселонской Высшей художественной школе. Здесь он знакомится Рикардо Канальсом, Рамоном Пишот-и-Жиронесом, Хулио Вальмитьяна, Жоакимом Суньером и Адрианом Гуалом, с которыми создаёт группу «Сафра». Молодые живописцы, под влиянием новой французской литературы натурализма (в первую очередь Э. Золя) и импрессионистских тенденций, порывают с академизмом старой школы. Художники группы выезжают на эскизы под открытым небом в пригороды и окрестности Барселоны. Здесь рисуются полотна, темой которых были сельские пейзажи, недавно выстроенные фабрики и проч., выполненное в импрессионистской манере. Эти работы И.Нонеля имеют много общего с парижскими зарисовками другого барселонца, Сантьяго Русиньоля (1889—1893). В 1884—1904 годах Нонель много работает как иллюстратор и карикатурист для барселонской газеты «Ла Вангардия». Рисует также для журнала барселонских модернистов Els Quatre Gats («У четырёх котов»), названного так по наименованию литературного кафе, где встречались местные художники, артисты, поэты и проч., такие как Исидре Нинель, Мигель Утрилло, Рамон Касас, Сантьяго Русиньоль, Пабло Пикассо.
Летом 1896 года Нонель, Каналс и Вальмитьяна уезжают в местечко Кальдес-де-Бои в Пиренеях, семья Вальмитьяны владела здесь отелем. Нонель рассчитывает писать горные ландшафты, но уже на месте меняет своё решение и делает зарисовки местных жителей, на которых изображает больных кретинизмом — распространённом в Бои психическом заболевании. Так происходит постепенный переход художника к социальной живописи. Всё чаще героями его произведений становятся люди, оказавшиеся лишними в буржуазном обществе на грани XIX—XX столетий: нищие, бездомные, больные и инвалиды, цыгане, вернувшиеся с войны солдаты.
В 1897 году художник приезжает в Париж. Первоначально он был разочарован и городом, и культурной жизнью французской столицы, однако позднее он по достоинству оценивает современную ему французскую живопись, в первую очередь произведения Клода Моне и Эдгара Дега. Но наиболее сильное влияние на творчество Нинеля оказывает всё-таки графика Тулуз-Лотрека и Оноре Домье. В Лувре каталонский мастер изучает работы Рафаэля, Веласкеса и Боттичелли. В Париже он также выставляет свои работы, в первую очередь рисунки из пиренейской поездки, на 15-й экспозиции художников-импрессионистов и символистов (15e Exposition des peintres Impressionnistes et Symbolistes), а также на совместной с Канальсом выставке в 1897 году, где было представлено 50 работ Нинеля. Эти презентации произведений Нонеля создают ему имя в парижской художественной критике и прессе. В 1899 году, после недолгого пребывания на родине, Нонель вновь приезжает в Париж и остаётся здесь на полтора года. В это время он сотрудничает с известным галеристом и коллекционером произведений искусства Полем Дюран-Руэлем, по заказу которого пишет серию полотен на модные и популярные в то время испанские мотивы, т. н. Espagnolades. В 1902—1910 годы картины Нонеля неоднократно экспонируются в Париже в первую очередь на выставках «Общества независимых художников» в Салоне независимых. Перед возвращением в октябре 1900 года в Барселону художник передаёт свою парижскую мастерскую на рю-Габриэль Пабло Пикассо.
В Испании художник первоначально пишет преимущественно пост-импрессионистские пейзажи, такие, как «Морской берег у Пекина», позднее возвращается к графике: это полу-портреты и изображения цыганок, далёкие от романтики. Краски и цвета мрачны, от землистых до зеленоватых заднего плана (полотно «Ла Палома», 1904 года). В начале 1902 года ряд работ Нонеля, в том числе его «цыганские» портреты выставляются в респектабельной галерее «Зала Парес» (Sala Parés). Вскоре после этого в каталонской прессе разгорается горячая полемика, в ходе которой подвергается резкой критике анти-эстетичные его произведения, идущие вразрез с царящим в это время оптимистическим культовым духом испанской «Реставрации». Одним из немногих защитников творчества художника был критик и литератор Мигель Утрилло, посвятивший Нонелю целый выпуск художественного журнала «Кисть и перо» (Pèl & Ploma). Несмотря на уничтожающую критику со стороны общественности, художник не отклонялся от выбранной тематики и практики. Его лозунгом стало выражение «Jo pinto i prou» («Я рисую и баста»). В то же время эти неудачи, в том числе и финансовые, оставили горький отпечаток на личности мастера. Он ограничивает общение с окружающими, редко покидает свою мастерскую в квартале Грасия, встречается исключительно с узким кругом преданных ему друзей. Персональных выставок вплоть до 1910 года больше не было, лишь изредка его полотна можно было увидеть на выставках в Барселоне, Париже и Мадриде.
После 1906 года цветная палитра его наполняется постепенно более светлыми красками, голубыми и жёлтыми тонами; резкие, крупные мазки уступают место более тонкой работой кисти. Уходят в прошлое егор цыганские портреты, и всё чаще Нонель рисует женщин современного, европейского типа (картина «Студия», 1908 год). В конце того же 1908 Нонель начинает тесное сотрудничество с сатирическим журналом «Папиту» (Papitu). Под его именем либо под псевдонимами «Josuè» и «Noè» публикуются бесчисленные карикатуры, выполненные карандашом или тушью, изредка подкрашенные акварелью или гуашью. В январе 1910 года состоялась в галерее «Фаянс Катала» (Faianç Català) первая с 1903 года персональная выставка работ И.Нонеля, превратившаяся в большой, заслуженный успех выдающегося мастера. Были выставлены почти 130 его произведений, созданных в период с 1901 по 1910 год, которые были лично отобраны художником, и многие из которых в рамках экспозиции были проданы коллекционерам. Критика в прессе была в целом положительной. Сам мастер считал началом своей полноценной карьеры живописца возвращение в 1901 году из парижа и начало работы в первую очередь как портретист. Однако позднее портретная живопись более его не привлекала, и нонель занимается больше натюрмортом. Таковы его последние работы, в которых узнаётся влияние творчества Поля Сезанна.

## Отображение в художественной литературе
В 1902 году в журнале Pèl & Ploma выходит в свет рассказ Эвгени д’Орса под названием «Смерть Исидре Нонеля» (La fi de l’Isidre Nonell), в котором повествуется о восстании и возмущении разъярённой толпы оборванцев, доведённых до исступления уничижительными карикатурами и рисунками И.Нонеля. Вне себя от ненависти и злобы, они несутся по улицам города, пока не находят «виновника» своего позора, художника Исидре Нонеля. И лишь линчевав его, толпа наконец упокаивается и продолжает своё жалкое, но такое привычное и спокойное существование.

## Галерея

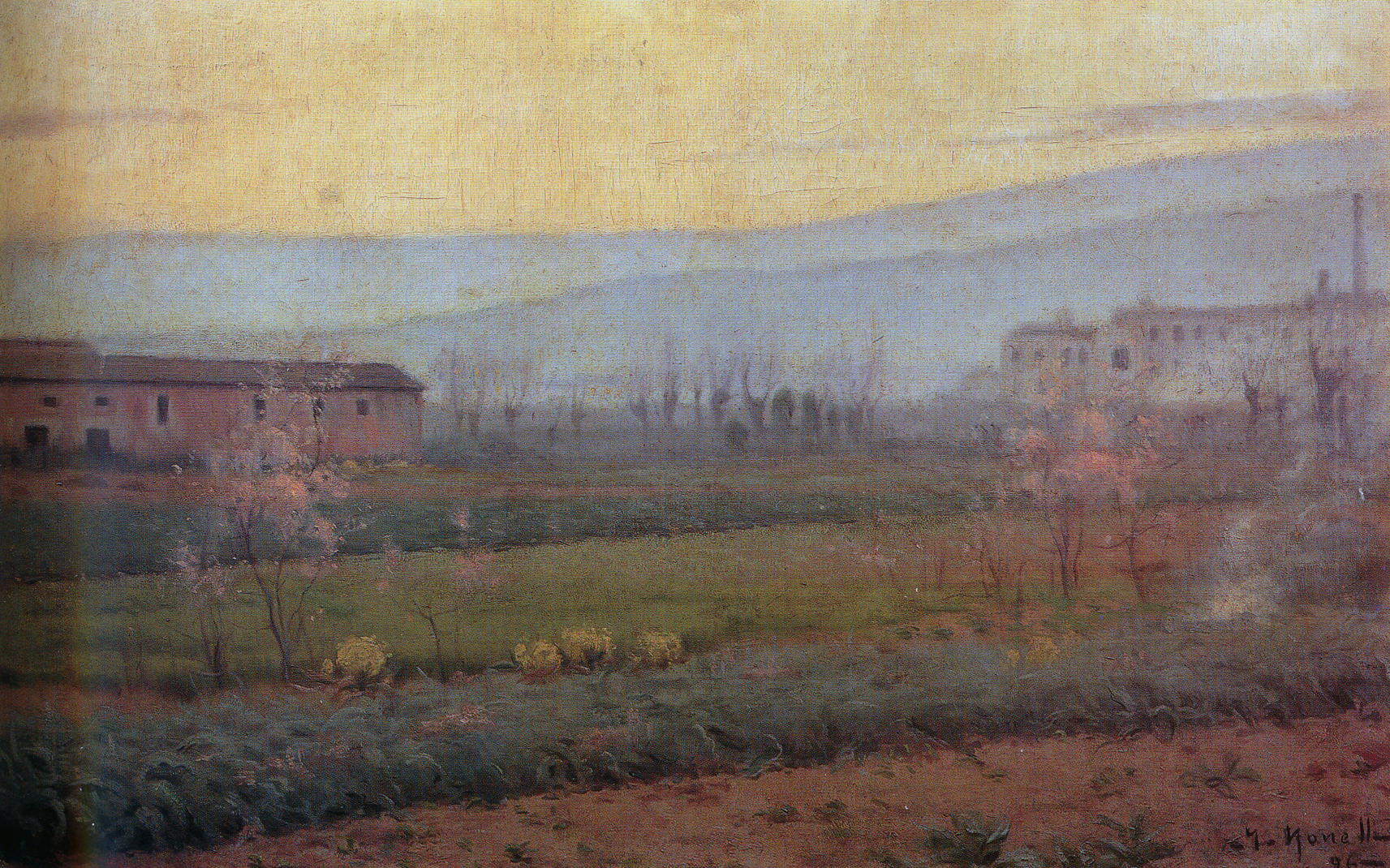
Закат в Сант-Марти де Провенсаль, 1896
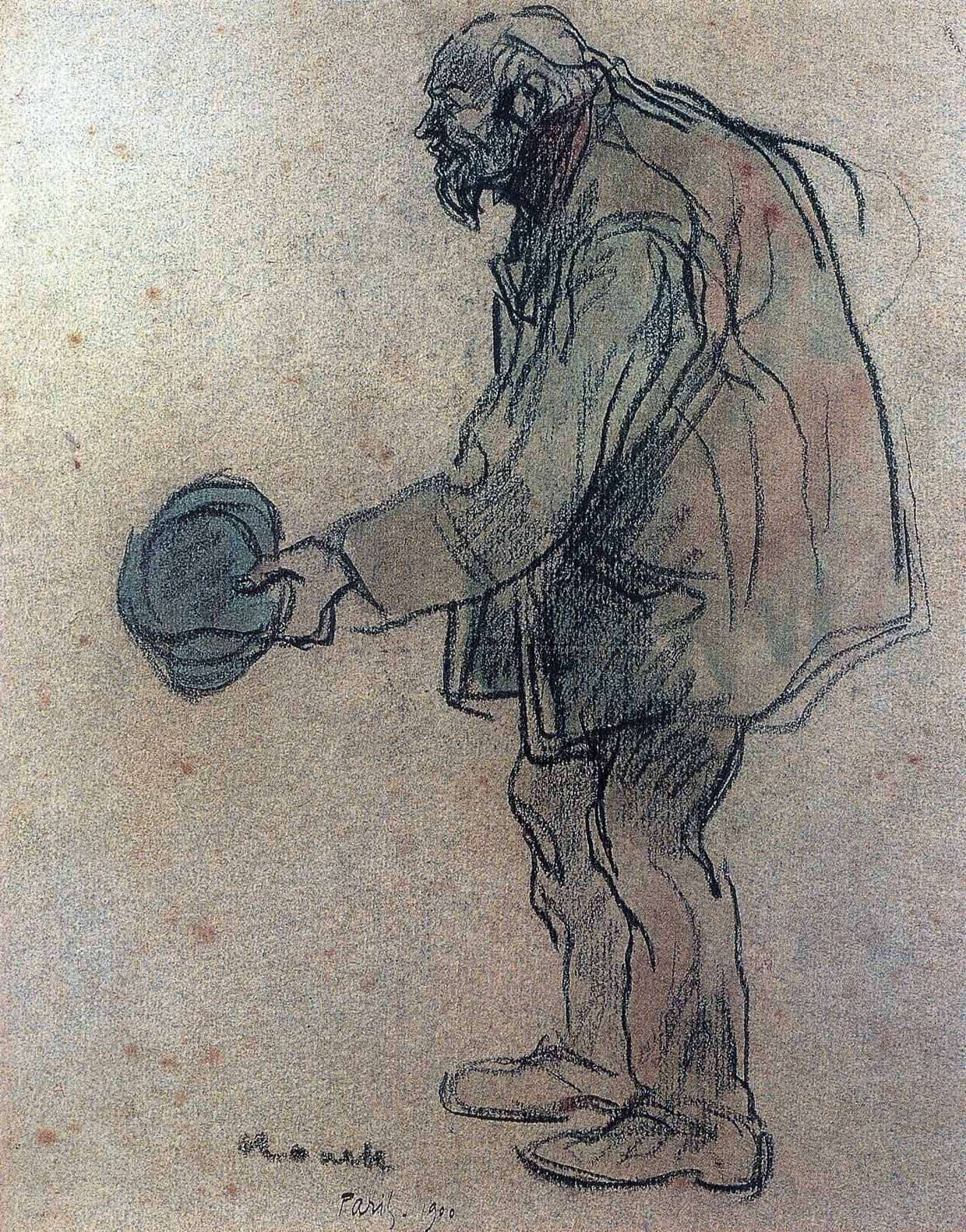
Нищий в Париже, 1897
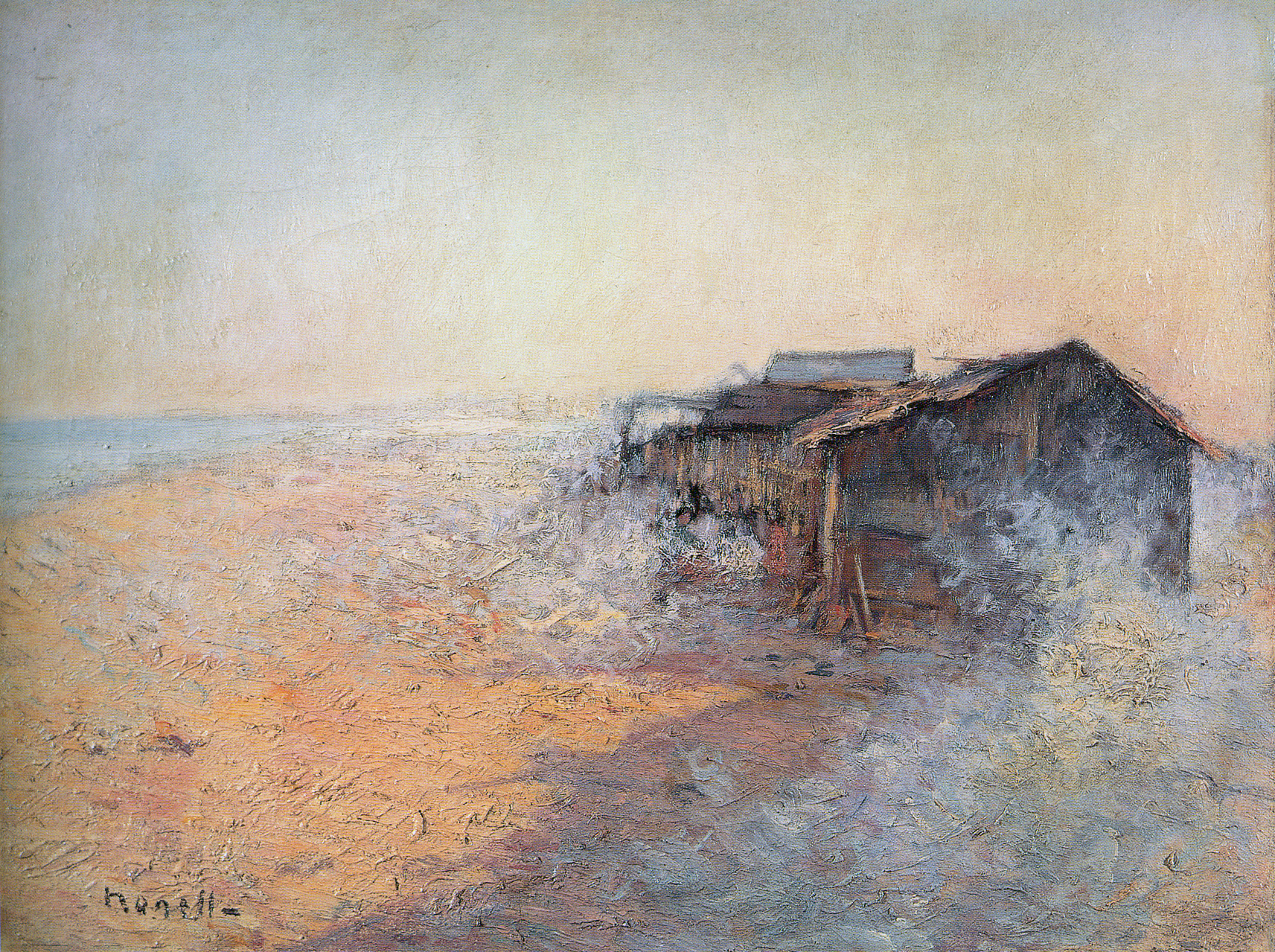
Возле Пекина, 1901
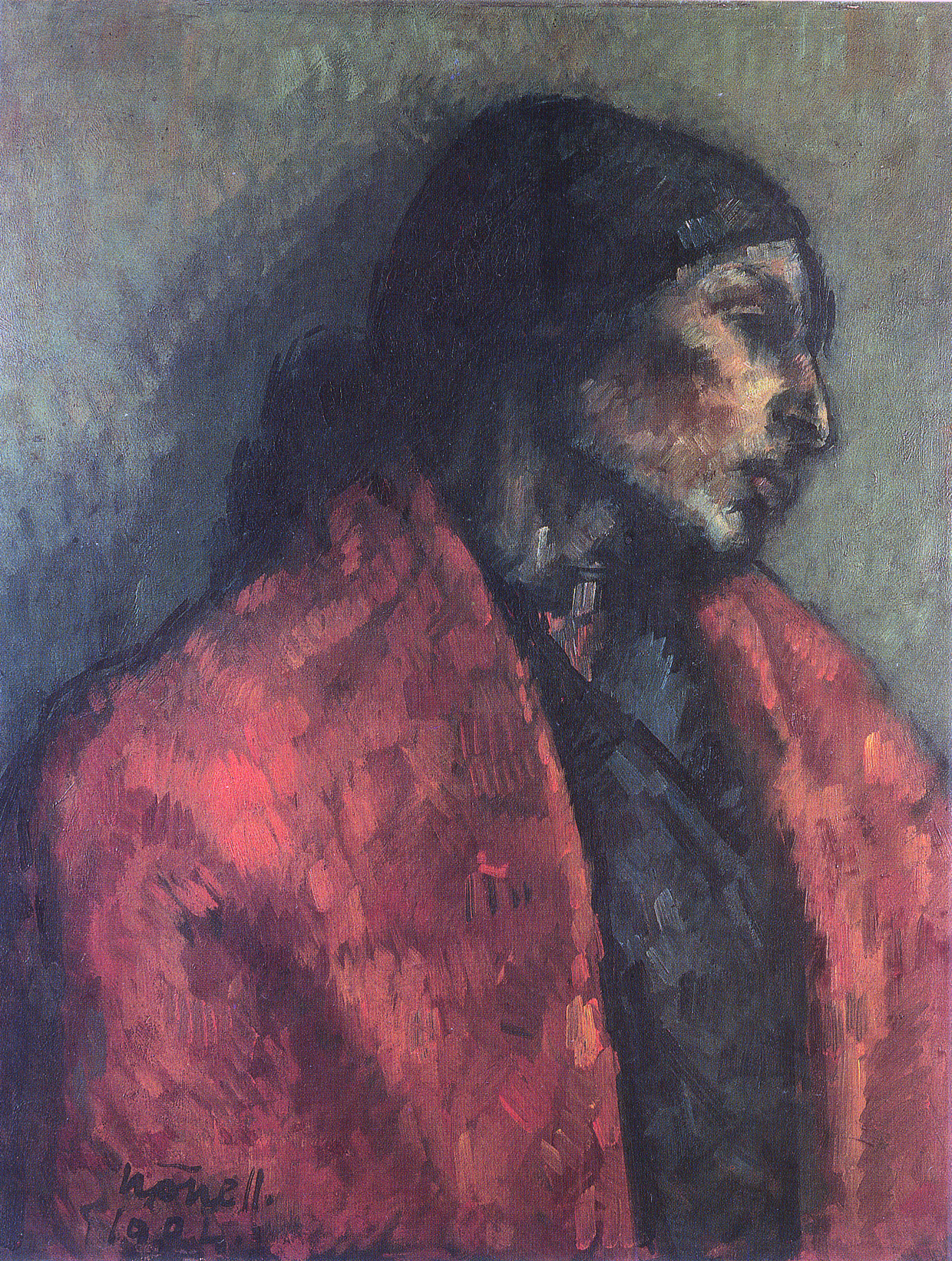
Ла Палома, 1904
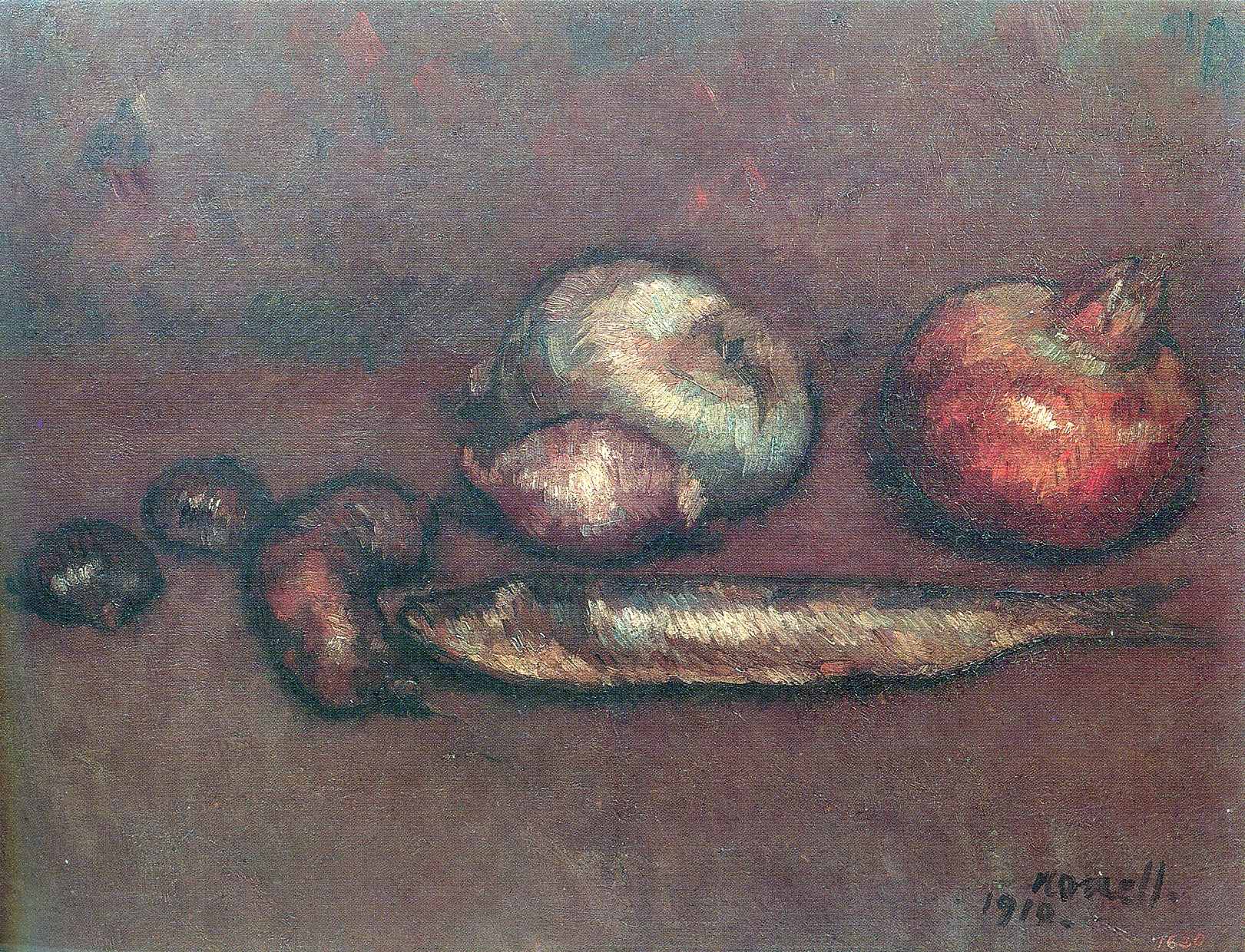
Натюрморт, 1910
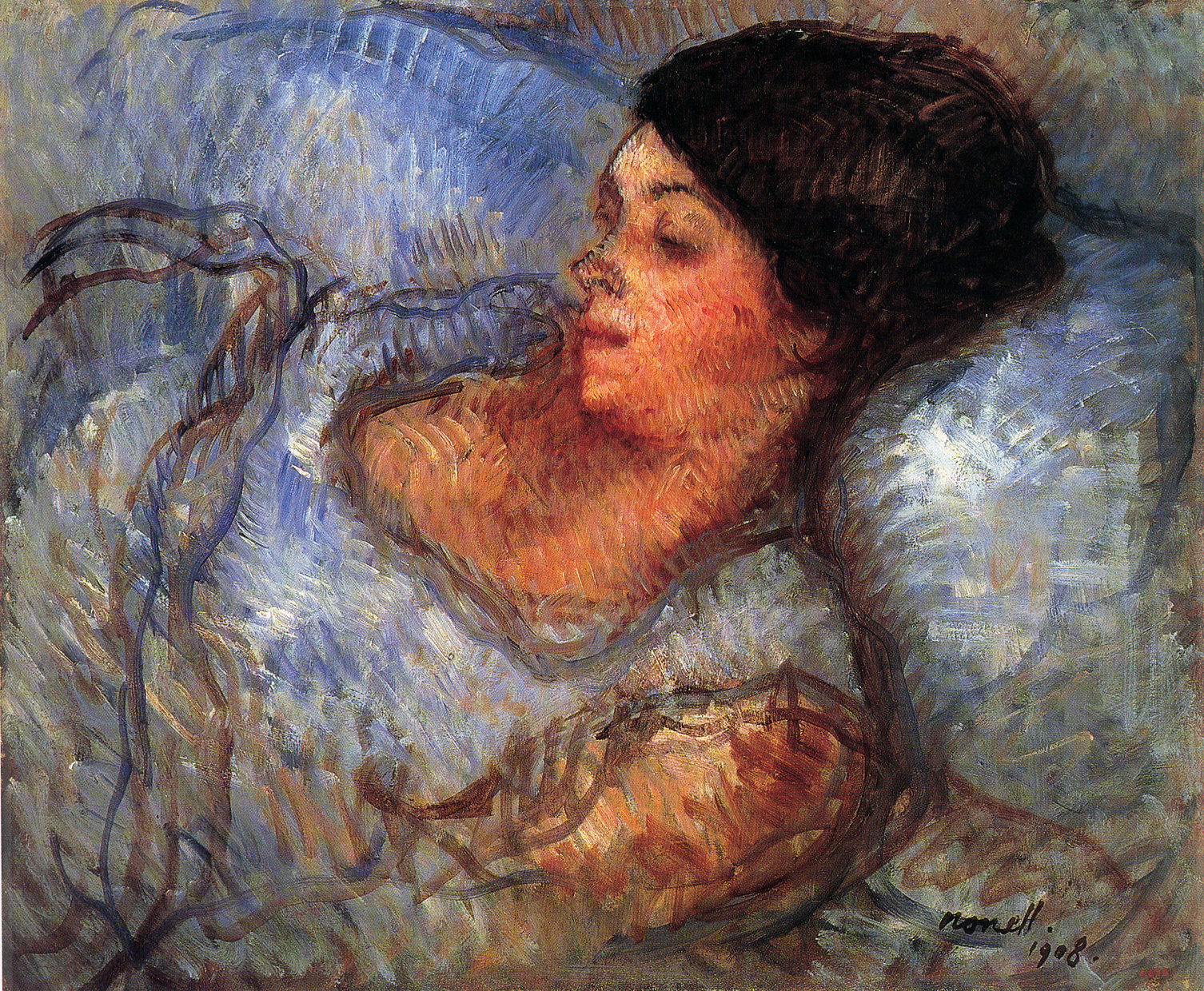
Студия, 1908